# Norkauszczyna
Norkauszczyna (biał. Норкаўшчына; ros. Норковщина, Norkowszczina; pol. hist. Norkowszczyzna) – wieś na Białorusi, w obwodzie homelskim, w rejonie kormańskim, w sielsowiecie Łużok.

## Historia
W XIX i w początkach XX w. położona była w Rosji, w guberni mohylewskiej, w powiecie rohaczewskim, w gminie Rassochy. Następnie w granicach Związku Sowieckiego. Od 1991 w niepodległej Białorusi.